# Blue (Da Ba Dee)
Blue (Da Ba Dee) е песен на Айфел 65. Тя е световен хит и е най-известната песен на групата.
Това е водещият сингъл от дебютния им албум Europop. Идеята за песента е игра на думи: тя описва герой, който живее в син свят и изпитва „сини“ (тъжни) чувства.
Песента е издадена за първи път през октомври 1999 г. в Италия от Skooby Records и получава международен успех през следващата година. Това е най-успешният сингъл на групата, достигайки #1 в класациите в много страни, включително Ирландия, Обединеното кралство, Холандия, Франция, Швеция, Швейцария, Испания, Португалия, Канада, Обединените арабски емирства, Русия, Нова Зеландия, Израел, Ливан, Финландия, Норвегия, Белгия, Австралия, Австрия, Гърция, Германия и Унгария, както и номер 6 в САЩ в Billboard Hot 100.